# Sterculia caribaea
Sterculia caribaea är en malvaväxtart som beskrevs av Robert Brown. Sterculia caribaea ingår i släktet Sterculia och familjen malvaväxter. Inga underarter finns listade i Catalogue of Life.